# Dieu et mon droit

Герб Великобритании с девизом Dieu et mon droit

Dieu et mon droit [дьё э мон друа́] (англ. God and my right — Бог и моё право) — девиз английской, а затем британской монархии со времён Генриха V (1413—1422), указывает на божественность прав монарха на корону. Оригинальное написание девиза — на французском языке.
Изначально написание было «Dieut et mon droict», в соответствии с французской орфографией того времени. Представляет собой особую фигуру речи гендиадис.
В настоящее время девиз изображён на ленте в нижней части герба Великобритании.